# 德意志博物馆
德意志博物馆（德語：Deutsches Museum）是世界上最大的科技博物馆，位于德国慕尼黑，有50个科学技术领域的大约28,000件展品，每年有大约130万访问者。该博物馆开放于 1903年6月28日，Oskar von Miller召集了德国工程师学会（Verein Deutscher Ingenieure，VDI）会议。

## 岛上的博物馆

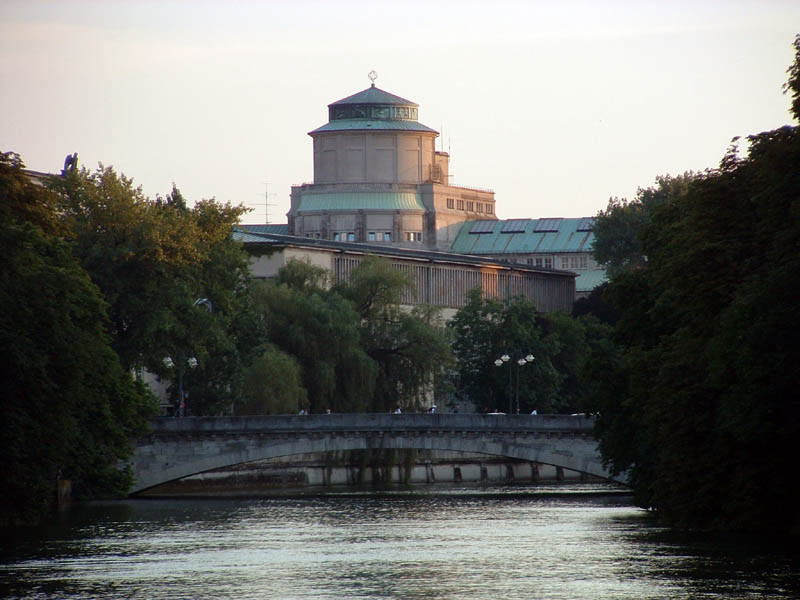
德意志博物馆

德意志博物馆的主馆位于慕尼黑伊萨尔河的一个小岛上，该岛自中世纪起曾用作rafting wood ，在1772年以前，由于会定期被洪水淹没，岛上没有任何建筑物。 
1772年，在岛上修建了伊撒尔兵营。1899年洪水之后建筑物得到重建，增建了防洪设施。1903年，市议会宣布在该岛修建德意志博物馆。该岛的名称也由煤炭岛（Kohleinsel）更名为博物馆岛（Museumsinsel）。

## 其他场所

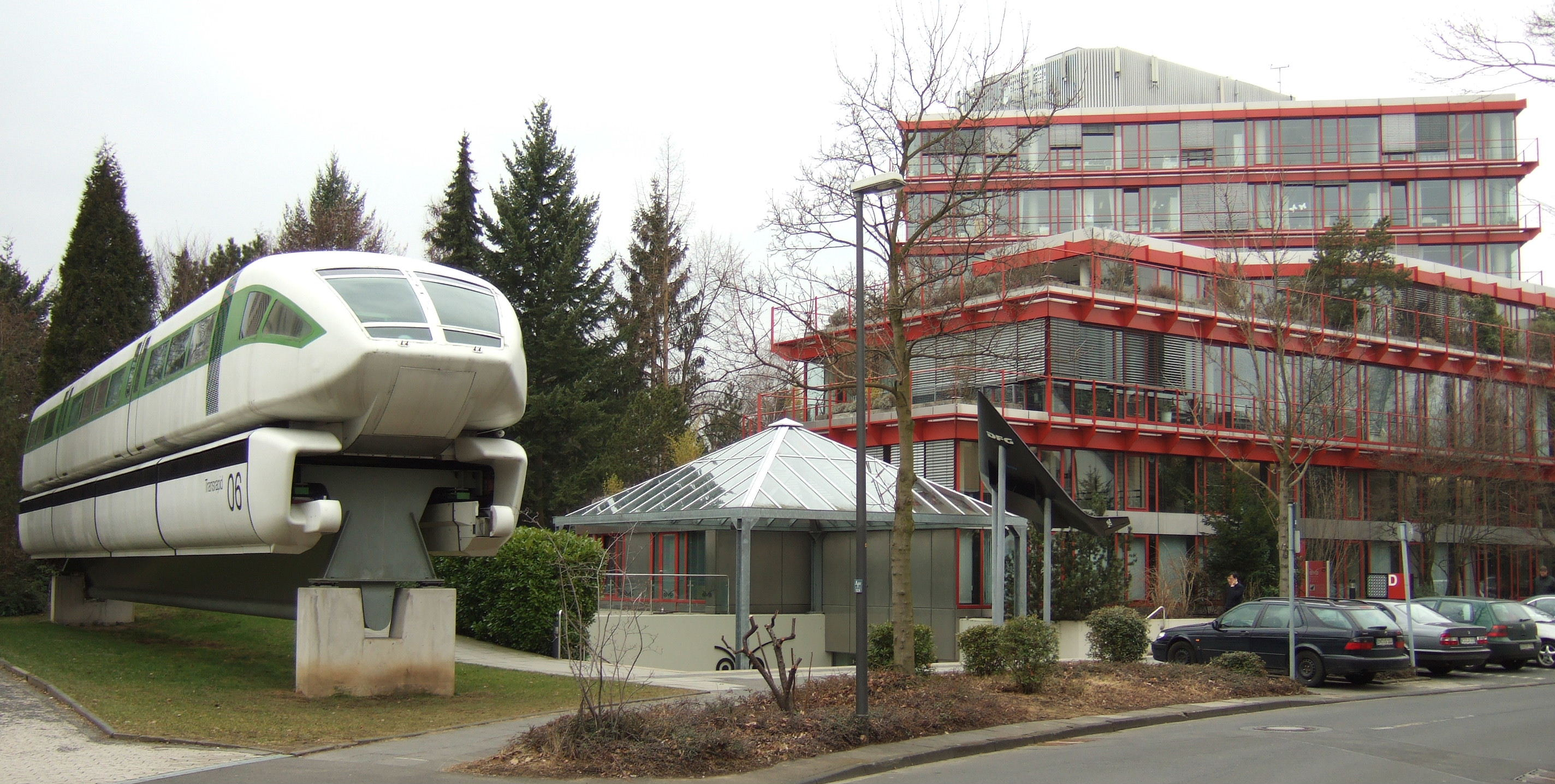
波恩德意志博物馆

德意志博物馆除了主馆以外，在慕尼黑附近和波昂还有两个分馆。波恩分馆开放于1995年，集中展示1945年以后德国的科学技术。德意志博物馆最新的一个分馆位于慕尼黑的Theresienhöhe，开放于2003年，展示交通技术。